# Whanganui Athletic
Der Whanganui Athletic Football Club (kurz WAFC) ist ein neuseeländischer Fußballklub aus Wanganui in der Region Manawatū-Whanganui.

## Geschichte
Der Klub wurde im Jahr 1929 als Wanganui East Athletic gegründet. Von 1974 bis 1976 trat man kurzzeitig unter dem Namen Wanganui FC an, nur um danach den alten Namen wieder anzunehmen. Irgendwann danach nannte man sich dann auch nur noch Wanganui Athletic. Zur Saison 1993 nahm man dann an der New Zealand Superclub League teil. Innerhalb der Central League platzierte sich die Mannschaft hier dann mit 36 Punkten auf dem zweiten Platz und qualifizierte sich so für die National League. Hier gelangen aber nur zwei Siege in sieben Spielen, womit mit 7 Punkten nur ein Vorletzter Platz am Ende dabei herauskam. In den nächsten beiden Spielzeiten der Superclub League, schaffte man es jedoch nicht in die National League mehr.
Im Chatham Cup 1996 schaffte man es bis ins Halbfinale, wo man dann mit einer 2:3-Niederlage gegen Mount Wellington ausschied.
In den nächsten Jahren wechselte man öfters die Liga, konnte sich aber in den 2010er Jahren wieder bis in die drittklassige Central Federation League hochkämpfen. Am Ende der Spielzeit 2022 sicherte man sich hier mit 38 Punkten die Meisterschaft und nahm so am Playoff um den Aufstieg in die Central League teil. Gegen Stop Out aus der Capital Premier endete das Hinspiel mit 2:2. Nachdem es im Rückspiel durch einen sehr späten Ausgleich noch zur Verlängerung der Partie gekommen war, verlor der Klub diese Partie danach aber noch mit 2:3. Da sich aber Wellington United aus der Central League zurückgezogen hatte. Durfte Whanganui Athletic dann doch noch aufsteigen. Damit spielte die Mannschaft ab der Saison 2023 im System der National League.